# Peace Point 222
Peace Point 222 är ett reservat i Kanada.   Det ligger i provinsen Alberta, i den centrala delen av landet, 2 900 km nordväst om huvudstaden Ottawa.
I omgivningarna runt Peace Point 222 växer i huvudsak barrskog. Trakten runt Peace Point 222 är nära nog obefolkad, med mindre än två invånare per kvadratkilometer.